# Серикбаев, Бисен Сериккалиулы
Бисен Сериккаулиулы Серикбаев (20 июля 1908, Гурьев, Уральская область — 1 января 1978) — член ВКП(б), государственный служащий КССР. Награждён орденом Отечественной Войны 1-й степени, 2 орденами Трудового Красного Знамени.

## Биография
Родился 20 июля 1908 года в Гурьеве.
Окончил Гурьевскую школу советского и партийного строительства 1-й ступени в 1926 году. В 1927 году стал работать в рабоче-крестьянской милиции. В 1928 стал секретарём Союза «Кошчи» промысла «Доссор».
С 1930 по 1933 занимал такие должности как: председатель Кзыл-Когинского районного батрацкого комитета, председатель Денгизского районного комитета Союза советско-торговых служащих, заместитель управляющего конторой «Заготскот», заведующий Гурьевским районным организационным отделом.
С 1933 по 1936 учился в Институте советского строительства при ЦИК Казакской АССР. В 1937 назначен на должность помощника прокурора Западно-Казахстанской области, а в 1940 переназначен на должность заместителя прокурора Гурьевской области. В том же 1940 повышен до должности заместителя прокурора Казахской ССР.
В 1944 году стал председателем Исполнительного комитета Карагандинского областного (Коунрадского округа) Совета II созыва до 1948. В это же время был слушателем Курсов при Высшей партийной школе при ЦК ВКП(б). В 1949 стал председателем Исполнительного комитета Талды-Курганского (Уш-Тобинский округ) областного Совета III созыва.
В 1952 году — заместитель министра мясной и молочной промышленности Казахской ССР. В 1952 окончил Высшую партийную школу при ЦК ВКП(б). После этого стал заместителем министра мясной и молочной промышленности КССР. Затем пробыл год на должности начальника «Казглавмяса». Следом стал заместителем министра мясной и молочной промышленности Казахской ССР.
В 1957 году стал заместителем председателя СНХ Актюбинского экономического административного района. После, в 1961 году переназначен на должность заместителя начальника Гурьевского областного управления заготовок, на которой он пробыл год. Также после этого пробыл год на должности начальника отдела «Казглавпищеснаба».
После 6 лет был начальником Управления «Казвторсырьё» Главснаба Казахской ССР.
Вышел на пенсию в 1969 году в возрасте 61 лет. В 1972 стал директором заповедника «Аксу-Джабаглы».
Погиб 1 января 1978 года.